# Is-Simar
Khu bảo tồn thiên nhiên Simar là một nature reserve tọa lạc tại thung lũng Pwales, ở Xemxija, St. Paul's Bay, Malta. Một sinh cảnh đất ngập nước nhân tạo đã được thiết lập trên diện tích 5 héc ta trong những năm 1990 bởi các tình nguyện viên của BirdLife Malta trên một khu vực đầm lầy bỏ hoang cũ.
Khu bảo tồn nằm trong khuôn viên Khu vực bảo vệ đặc biệt Is-Simar, được công nhận là vùng Đất ngập nước Quan trọng Quốc tế của Ramsar từ tháng 1 năm 1996. Khu vực này được công nhận là khu bảo tồn chim từ năm 2006 và Site of Community Importance (khu vực quan trọng đối với cộng đồng) từ tháng 3 năm 2008.